# Willibrordkerk (Oostkapelle)
De Willibrordkerk is de protestantse kerk van Oostkapelle, gelegen aan Waterstraat 2.

## Geschiedenis
De van oorsprong parochiekerk was gewijd aan Sint-Willibrordus. De toren is van eind 14e eeuw, terwijl het schip 15e-eeuws is. Tijdens het Beleg van Middelburg (1572-1574) werd de kerk verwoest, hoewel de toren behouden bleef. In 1582 waaiden de muurresten om. De herbouw van het schip kwam in 1610 gereed en daarbij was het koor afgebroken en vervangen door een vlakke afsluiting. De kerk werd aldus geschikt gemaakt voor de Hervormde eredienst.
In 1822 werd de kerk verbouwd en in 1886 werd een nieuw plafond (een houten overkapping) aangebracht. Van 1954 tot 1958 werd de kerk gerestaureerd, terwijl ook een nieuwe consistoriekamer werd gebouwd. De voeten voor de - oorspronkelijk aanwezige - vier hoektorentjes werden toen ook gereconstrueerd.

## Gebouw
Het betreft een recht afgesloten eenbeukig bakstenen kerkgebouw onder zadeldak, voorzien van een voorgebouwde, naar verhouding zeer hoge, vierkante bakstenen toren met steunberen. De kerkruimte bezit weinig van de originele inventaris. Slechts de preekstoel van omstreeks 1650 is overgebleven. Het meeste werd verkocht in 1798. Het 18e-eeuwse orgel werd in 1903 verkocht, maar enkele beelden (David met harp, musicerende engelen) van dit orgel werden op de balustrade geplaatst. Het huidige orgel werd in 1903 gebouwd door de firma W. Sauer.
Het kerkhof, gesloten in 1876, is ommuurd en de posten van het toegangshek dragen schilddragende leeuwtjes, kopieën van 17e-eeuwse beeldjes, mogelijk afkomstig van Kasteel Westhove.